# Ryoujoku no Ame
Ryoujoku no Ame (jap. 凌辱の雨) – singiel zespołu Dir En Grey wydany w 2005 roku. Obok tytułowego utworu na singlu pojawiły się trzy koncertowe nagrania piosenek z albumów Withering to death. oraz six Ugly. Koncertowa wersja Ryoujoku no Ame pojawiła się na składance  Family Values Tour 2006. Nowa wersja tytułowej piosenki znajduje się na albumie THE MARROW OF A BONE.

## Lista utworów
Autorem tekstów jest Kyo.
1. Ryoujoku no Ame (凌辱の雨) (4:08)
2. THE FINAL [LIVE] (4:40)
3. Higeki ha Mabuta wo Oroshita Yasashiki Utsu [LIVE] (悲劇は目蓋を下ろした優しき鬱 [LIVE]) (5:29)
4. Mr.NEWSMAN [LIVE] (4:25)